# Natação no Campeonato Europeu de Esportes Aquáticos de 2012 - 200 m costas feminino
A prova dos 200 metros costas feminino da natação no Campeonato Europeu de Esportes Aquáticos de 2012 ocorreu nos dias 21 e 22 de maio em Debrecen na Hungria. 

## Calendário
| Fase          | Data       | Hora  |
| ------------- | ---------- | ----- |
| Eliminatórias | 21 de maio | 11:08 |
| Semifinal     | 21 de maio | 17:47 |
| Final         | 22 de maio | 17:58 |

Todos os horários estão no horário local (UTC+1)

## Recordes
Antes desta competição, os recordes eram os seguintes:
| Recorde mundial       | Kirsty Coventry     | 2:04.81 | Roma   | 1 de agosto de 2009  |
| Recorde europeu       | Anastasia Zuyeva    | 2:04.94 | Roma   | 1 de agosto de 2009  |
| Recorde do campeonato | Krisztina Egerszegi | 2:06.62 | Atenas | 22 de agosto de 1991 |

## Medalhistas
| Ouro                   | Prata               | Bronze                     |
| Alexianne Castel (FRA) | Jenny Mensing (GER) | Duane Da Rocha Marce (ESP) |

## Resultados

### Eliminatórias
Esses foram os resultados das eliminatórias. 
| Pos. | Bateria | Raia | Nadadora                  | Nacionalidade | Tempo   | Notas |
| ---- | ------- | ---- | ------------------------- | ------------- | ------- | ----- |
| 1    | 3       | 4    | Alexianne Castel          | França        | 2:10.04 | Q     |
| 2    | 3       | 5    | Jenny Mensing             | Alemanha      | 2:11.05 | Q     |
| 3    | 4       | 4    | Daryna Zevina             | Ucrânia       | 2:11.31 | Q     |
| 4    | 4       | 6    | Anja Čarman               | Eslovênia     | 2:12.55 | Q     |
| 5    | 2       | 3    | Simona Baumrtová          | Chéquia       | 2:12.66 | Q     |
| 6    | 4       | 5    | Duane da Rocha Marce      | Espanha       | 2:12.73 | Q     |
| 7    | 2       | 4    | Alessia Filippi           | Itália        | 2:12.89 | Q     |
| 8    | 3       | 6    | Melanie Nocher            | Irlanda       | 2:13.09 | Q     |
| 9    | 3       | 3    | Alicja Tchórz             | Polónia       | 2:13.40 | Q     |
| 10   | 3       | 2    | Kira Toussaint            | Países Baixos | 2:13.67 | Q     |
| 11   | 2       | 5    | Eygló Ósk Gústafsdóttir   | Islândia      | 2:13.81 | Q,    |
| 12   | 2       | 6    | Marie Jugnet              | França        | 2:14.14 | Q     |
| 13   | 2       | 1    | Kim Daniela Pavlin        | Croácia       | 2:14.25 | Q     |
| 14   | 3       | 1    | Uschi Halbreiner          | Áustria       | 2:14.40 | Q,    |
| 15   | 4       | 2    | Annemarie Worst           | Países Baixos | 2:14.82 | Q     |
| 16   | 4       | 1    | Klaudia Nazieblo          | Polónia       | 2:15.72 | Q     |
| 17   | 2       | 7    | Dorina Szekeres           | Hungria       | 2:16.67 |       |
| 18   | 3       | 8    | Eszter Povázsay           | Hungria       | 2:17.05 |       |
| 19   | 4       | 3    | Ekaterina Avramova        | Bulgária      | 2:17.11 |       |
| 20   | 1       | 4    | Martina van Berkel        | Suíça         | 2:17.94 |       |
| 21   | 3       | 7    | Camille Gheorghiu         | França        | 2:18.08 |       |
| 22   | 4       | 7    | Anna Volchkov             | Israel        | 2:18.18 |       |
| 23   | 2       | 2    | Therese Svendsen          | Suécia        | 2:18.28 |       |
| 24   | 1       | 6    | Veronica Orheim Bjørlykke | Noruega       | 2:19.37 |       |
| 25   | 1       | 3    | Alzbeta Rehorkova         | Chéquia       | 2:19.47 |       |
| 26   | 2       | 8    | Boglárka Kapás            | Hungria       | 2:19.56 |       |
| 27   | 1       | 5    | Karin Tomecková           | Eslováquia    | 2:21.37 |       |
| 28   | 4       | 8    | Hazal Sarikaya            | Turquia       | 2:22.28 |       |
| 29   | 1       | 2    | Monica Ramirez Abella     | Andorra       | 2:24.65 |       |

### Semifinal
Esses foram os resultados das semifinais. 
Semifinal 1
| Pos. | Raia | Nadadora             | Nacionalidade | Tempo   | Notas |
| ---- | ---- | -------------------- | ------------- | ------- | ----- |
| 1    | 4    | Jenny Mensing        | Alemanha      | 2:09.49 | Q     |
| 2    | 6    | Melanie Nocher       | Irlanda       | 2:11.68 | Q     |
| 3    | 3    | Duane da Rocha Marce | Espanha       | 2:11.86 | Q     |
| 4    | 5    | Anja Čarman          | Eslovênia     | 2:12.10 | Q     |
| 5    | 2    | Kira Toussaint       | Países Baixos | 2:13.09 |       |
| 6    | 7    | Marie Jugnet         | França        | 2:14.41 |       |
| 7    | 8    | Klaudia Nazieblo     | Polónia       | 2:17.22 |       |
| 8    | 1    | Uschi Halbreiner     | Áustria       | 2:17.77 |       |

Semifinal 2
| Pos. | Raia | Nadadora                | Nacionalidade | Tempo   | Notas            |
| ---- | ---- | ----------------------- | ------------- | ------- | ---------------- |
| 1    | 4    | Alexianne Castel        | França        | 2:09.03 | Q                |
| 2    | 5    | Daryna Zevina           | Ucrânia       | 2:10.17 | Q                |
| 3    | 6    | Alessia Filippi         | Itália        | 2:10.89 | Q                |
| 4    | 3    | Simona Baumrtová        | Chéquia       | 2:11.20 | Q                |
| 5    | 1    | Kim Daniela Pavlin      | Croácia       | 2:12.79 |                  |
| 6    | 7    | Eygló Ósk Gústafsdóttir | Islândia      | 2:13.77 | Recorde nacional |
| 7    | 8    | Annemarie Worst         | Países Baixos | 2:13.92 |                  |
| 8    | 2    | Alicja Tchórz           | Polónia       | 2:13.95 |                  |

### Final
Esse foi o resultado da final. 
| Pos.              | Raia | Nadadora             | Nacionalidade | Tempo   | Notas            |
| ----------------- | ---- | -------------------- | ------------- | ------- | ---------------- |
| Medalha de ouro   | 4    | Alexianne Castel     | França        | 2:08.41 |                  |
| Medalha de prata  | 5    | Jenny Mensing        | Alemanha      | 2:09.55 |                  |
| Medalha de bronze | 1    | Duane Da Rocha Marce | Espanha       | 2:09.56 |                  |
| 4                 | 3    | Daryna Zevina        | Ucrânia       | 2:09.57 |                  |
| 5                 | 7    | Melanie Nocher       | Irlanda       | 2:10.75 | Recorde nacional |
| 6                 | 2    | Simona Baumrtová     | Chéquia       | 2:10.85 |                  |
| 7                 | 6    | Alessia Filippi      | Itália        | 2:11.20 |                  |
| 8                 | 8    | Anja Čarman          | Eslovênia     | 2:12.51 |                  |

Legenda
| Recorde mundial       | Recorde mundial (World record)               |                       | Recorde africano                      | Recorde africano (African) |                                           | Q | Classificado por posição (Qualified) |
| Recorde do campeonato | Recorde do campeonato (Championship record)  | Recorde da América    | Recorde da América (Americas)         | q                          | Classificado por melhor tempo (Qualified) |   |                                      |
| Melhor marca do ano   | Melhor marca do ano (World leading)          | Recorde asiático      | Recorde asiático (Asian)              | DNS                        | Não largou (Did not start)                |   |                                      |
| Recorde nacional      | Recorde nacional (National record)           | Recorde europeu       | Recorde europeu (European)            | DNF                        | Não terminou (Did not finish)             |   |                                      |
| Recorde pessoal       | Recorde pessoal do atleta (Personal best)    | Recorde da Oceania    | Recorde da Oceania (Oceania)          | DSQ / DQ                   | Desclassificado (Disqualified)            |   |                                      |
| Recorde da temporada  | Recorde da temporada do atleta (Season best) | Recorde sul-americano | Recorde sul-americano (South America) | NM                         | Sem marca (No mark)                       |   |                                      |